# Allen Covert
Allen Stephen Covert (nacido el 13 de octubre de 1964) es un comediante, actor, guionista y productor estadounidense, conocido por sus frecuentes colaboraciones con su amigo, el actor y comediante Adam Sandler.

## Vida personal
Covert nació en West Palm Beach, Florida y asistió a la New York University, donde fue compañero de clase de Adam Sandler.[cita requerida] Desde entonces ambos han sido amigos.
Su padre era judío y su madre es una bautista evangélica. Covert se identifica como judío. Covert es simpatizante al Partido Republicano.

## Carrera
Su primer papel fue como un camarero en la primera película de Sandler Going Overboard. Tuvo pequeños papeles en varias películas de Sandler posteriores antes de su primer papel, destacando en  The Wedding Singer junto a Sandler y Drew Barrymore Covert seguiría teniendo papeles bastante grandes en las próximos 4 películas de Sandler, incluyendo  Little Nicky por la que ganó 40 libras. Finalmente se asentó de nuevo en pequeñas apariciones en pie y sola escena en las películas de Sandler, como en  50 First Dates en 2004. Sin embargo, en 2006 Covert protagonizó la comedia Grandma's Boy, su primer (y único) papel como actor principal. Sandler no actuó en la película, pero fue productor ejecutivo. Covert también ha tenido pequeños papeles en dos películas que ni la estrella o son producidos por Sandler: Never Been Kissed and Late Last Night. 
Su presencia en las películas se ha reducido en años recientes, pero no ha dejado de desempeñar una función activa en la compañía cinematográfica de Adam Sandler, Happy Madison, donde ejerce como productor ejecutivo y a veces coescritor en la mayoría de las películas de la compañía. Además, ha contribuido en gran medida para muchos álbumes de comedia de Sandler, y recibe con frecuencia créditos en las canciones originales que Sandler interpreta en muchas de sus películas.

## Filmografía
- Going Overboard (1989)
- Airheads (1994) – Oficial Samuels
- Heavyweights (1995) – Kenny el camarógrafo
- Happy Gilmore (1996) – Otto
- Bulletproof (1996) – Detective Jones
- The Wedding Singer (1998) – Sammy
- The Waterboy (1998) – Walter
- Never Been Kissed (1999) – Roger in Op/Ed
- Late Last Night (1999) – Coked Guy
- Freaks and Geeks (1999) – Greasy Clerk
- Deuce Bigalow: Male Gigolo (1999) – Vic
- Un papá genial (1999) – Phil D'Amato
- Little Nicky (2000) – Todd
- Undeclared (2001) – Él mismo (no acreditado)
- Mr. Deeds (2002) – Marty
- Eight Crazy Nights (2002) – Anciana, conductor del autobús & Esposa del Alcalde (voz)
- Anger Management (2003) – Andrew
- The King of Queens (2004, 2007) – Towel Guy, Matthew Klein
- 50 First Dates (2004) – Tom 10 Segundos
- The Longest Yard (2005) – Árbitro
- Grandma's Boy (2006) – Alex
- I Now Pronounce You Chuck and Larry (2007) – Steve
- Strange Wilderness (2008) – Fred
- The House Bunny (2008) – camarero
- Bedtime Stories (2008) – Conductor del Ferrari
- Paul Blart Mall Cop (2009) – Policía torpe
- Just Go With It (2011) – Soul Patch
- Jack and Jill (2011) – Joel Farley / Otto
- Blended (2014) – Tom 10 Segundos